# Värmekapacitet
Värmekapacitet är ett mått på den mängd energi som motsvarar en viss temperaturförändring hos en kropp (till exempel ett föremål eller en gasmassa). Med SI-enheter anges värmekapacitet i J/K, joule per kelvin, men vanligen anger man värmekapacitet per massa [ kilogram ] eller substansmängd [ mol ], och talar då om värmekapacitivitet (specifik värmekapacitet) eller molär värmekapacitet. En kropps värmekapacitet beror på kroppens massa, vilka ämnen den består av och på rådande temperatur och tryck.
C=mc (där m= massa, c=specifika värmekapaciteten) E=C*m*Δt